# Áed Méith
Áed Méith ou Aodh Méith  (mort en 1230) est un roi de Tír Eoghain du XIIIe siècle. Fils de  Áed In Macáem Toinlesc Ua Neill, Aodh passe son règne à lutter contre les menaces du Fir Manach, Tír Conaill et Galloway,  et aussi de John de Courcy et de la Seigneurie d'Irlande. Son implication dans la politique de la mer d'Irlande semble avoir fait de lui un partisan des prétentions des  Mac Uilleim au trône d'Écosse mais ce point demeure obscur.
Ancien allié de Hugh de Lacy comte d'Ulster, Aodh réussit à maintenir des relations équilibrées avec le comté d'Ulster et seigneurie d'Irlande, deux  entités anglo-Normandes qui s'étaient imposées à son époque.  A la fin de sa vie, il est le plus important des souverains natifs irlandais du nord de l'île, et il transmet sa succession à son fils Domhnall Óg (Domnall Óc). Une biographie à sa gloire semble avoir été composée au Moyen Âge mais le texte en a disparu. Il est enfin l'ancêtre éponyme du  Clann Aodha Buidhe, la famille Clandeboy O'Neill

## Contexte
Áed /Aodh Méith est le fils de  Áed In Macáem Toinlesc Ua Neill, lui-même brièvement roi de Tír Eoghain. Áed In Macáem Toinlesc a engagé le processus qui entraîne l'élimination de la domination des
Ó Lochlainn sur le Tír Eoghain. Son surnom traditionnel
An Macaoimh Tóinleasg ou « le jeune homme paresseux », lui a été donné selon le  Leabhar Eoghanach, du XVIe siècle pour avoir refusé
de se lever en la présence de l'Ard rí Érenn Muirchertach MacLochlainn. Le surnom de son fils, Méith, signifie  "le Gros".
Áed In Macáem Toinlesc est néanmoins tué par son rival le fils de Muircheartach; Maoilsheachlainn Ó Lochlainn (Máel Sechlainn Mac Lochlainn) en 1177. L'année de sa mort  John de Courcy commence la conquête anglo-normande de l'Ulaid (est de l'actuel Ulster). Entre la mort de Áed In Macáem Toinlesc en 1177 et la première mention de son fils Aed Méith en 1199, le Tír Eoghain est impliqué dans le chaos politique de la région.
Les Annales des quatre maîtres relèvent en 1179 « les églises du Tír Eoghain, à partir des  montagnes du sud (en), sont laissées en ruines du fait de la guerre, des querelles intestines de la famine et de la détresse ». Après la mort de  Maoilsheachlainn Ó Lochlainn tué par les normands en  1185, les Ó Lochlainn doivent combattre pouir conserver le pouvoir sur le  Tír Eoghain face aux séditions internes au envahisseurs anglo-normands et à la puissance 
du roi Tír Conaill, Flaithbheartach Ó Maoldhoraidh (mort en 1197).

## Affermissement de son pouvoir
Áed  accède au titre de roi du Tír Eoghain en 1196, l'année de la mort de son prédécesseur  Ó Lochlainn. Sa première mention dans les sources rappelle son attaque à la tête de cinq navires de l'établissement anglais de Larne, en 1199, à la suite duquel John de Courcy est détourné de sa campagne dans le nord du  Tír Eoghain. La même année, il défait une tentative du Cineál Conaill de faire de Ó hEignigh roi de Fir Manach  et roi Airgíalla leur souverain, vainquant et obtenant la soumission des deux partis lors de deux rencontres séparées.
A cette époque, Áed/Aodh apparaît comme roi au nord et au sud des  Sperrins. Il épouse alors la fille de  Ó hEignigh, Bean-Midhe (morte en 1215), et il est possible que cela soit le résultat de sa victoire sur le Fir Manach.
En 1200, Áed/Aodh conduit des expéditions victorieuses contre les colonies anglaises d'Ulster. En 1201, Aodh mène une expédition au Connacht afin de remplacer le roi Cathal Carrach Ua Conchobair soutenu par les Anglo-normands par l'ancien souverain Cathal Crobderg Ua Conchobair. Son armée est défaite par William de Burgh: et le beau-père d'Aodh Ó hEignigh est tué lors de la rencontre pendant qu'Aodh est contraint de faire sa soumission.
Le Cenél nEógain, c'est-à-dire les septs du Tír Eoghain, déposent alors  Aodh, en faveur de Conchobhar Beag ("le Petit") Ó Lochlainn qui prend sa place comme roi. Ce dernier est cependant tué peu après par  Éigneachán Ó Domhnaill (mort en 1207), le premier des  Ó Domhnaill qui devient roi de  Tír Conaill. Ensuite Aodh lui-même dépose un autre candidat au trône des Ó Lochlainn, sa position de souverain du royaume ne devient  incontestée quand  1208 ou 1209 lorsque l'opposition d'Ó Domhnaill est neutralisée par la signature d'un pacte d'amitié avec le fils et successeur d'Éigneachán, Domhnall Ó Domhnaill.

## Les Anglo-normands et les Gall-Gaidhil
Des conflits internes parmi les Anglais font qu'en 1205 John de Courcy perd la faveur du roi Jean sans Terre, et que l'Ulster 
est concédé à Hugh de Lacy à sa place. John de Courcy se réfugie alors chez le Cineál Eoghain. Hugh de Lacy, désormais comte d'Ulster, progresse vers le nord avec une armée en 1207 et envahit le Tír Eoghain. Le comte ne parvient pas à obtenir un succès décisif et est lui-même  disgracié par le roi en 1210.
Lorsque le roi Jean assiège le château comtal de Carrickfergus, Aed intervient avec ses forces pour assister le souverain anglais
. Il n'est toutefois pas admis en la présence du roi Jean car ce dernier n'avait pas prévu de donner les otages que le Ó Néill réclamait afin d'assurer sa sécurité. L'année suivante, le roi Jean ordonne à  John de Gray, évêque de Norwich et Justicier d'Irlande, de soumettre la province d'Aodh.
Une série de châteaux sont construits dont plusieurs dans ce qui est devenu le comté d'Antrim, le comté de Londonderry et le comté de Tyrone sont concédés à  Ailean ou Alan, seigneur de Galloway (ou "Roi des Gall-Gaidhil"), à son frère Tomás Mac Uchtraigh et à leur cousin Donnchadh de Carrick. Tomás bâtit le château de Coleraine et en 1212, accompagné par Donald MacRagnald un fils de Raghnall mac Somhairle, conduit un raid contre la cité de Derry à la tête de 76 navires. En 1214, cette fois accompagné par Ruaidhri mac Raghnaill, Tomás attaque de nouveau Derry, met la cité à sac et pille l'église.
Les actions guerrières de Tomás contre Aodh semblent avoir un lien avec l'activité des MacUilleim [MacWilliam] une lignée de la maison royale d'Écosse, dont l'un des membres, Gofraidh mac Domhnaill, est venu d'Irlande dans le Ross en 1211 réclamer ses droits à la couronne. Il y a quelques possibilités qu'Aodh ait soutenu ses prétentions. Quels que soient les gains territoriaux réalisés par le Gall-Gaidhil, leur position en Irlande fut plus tard minée par Lacy et les Bissets  Il est probable que les domaines des O' Lochlainn et des autres familles eurent plus à souffrir que ceux des Ua Néill pendant ces campagnes.

## Fin de carrière et succession
Aodh s'était soumis à l'autorité du roi anglais au cours de la décennie 1210, et il l'était encore certainement en 1221 ; mais quand Hugh de Lacy réclame la restitution de son comté d'Ulster en 1224, Aodh soutient sa cause contre la couronne anglaise. Lorsque les forces gouvernementales marchent vers le nord, les armées d'Aodh bloquent leur progression près d'Armagh et de ce fait la couronne d'Angleterre désormais portée par y Henri III doit composer avec lui.

Aodh conduit ses armées au Connacht en 1225 et 1226 à la suite de la mort de son ancien allié Cathal Croibhdhearg, mais ses domaines semblent être demeurés en paix pendant tout le reste de son règne. Il disparaît en 1230, de mort naturelle. lese Annales de Connacht relèvent sa mort en ces termes:
[D]éfenseur du Leth Cuind Chetchathaig contre les Galls (c'est-à-dire les Étrangers) et contre le Leth Moga Nuadat,  prince éligible de jure au titre d'Ard ri Erenn d' Irlande, meurt cette année; un roi qui jamais de concéda d'engagement ni d'otage ni de tribut aux Gall ou aux  Gaël; un roi qui infligea des massacres et de grandes déroutes aux Galls; un roi qui fut le soutien de tous les Gaëls qui étaient bannis ou sans foyer ; un roi qui était le plus généreux et excellent de tous les hommes qui ne vécurent jamais en Irlande.
Devant faire face à l'opposition des Ó Lochlainn, Domhnall Óg (mort en 1234) le fils d'Aed, règne pendant quatre ans après sa mort. Il s'ensuit alors une nouvelle décennie de conflit, jusqu’à ce que le neveu d'Aodh, Brian Ruadh rétablisse la domination des Ua Néill sur la province, une domination qui subsistera jusqu'à la fin du royaume au XVIIe siècle.

## Postérité
Selon les Annales d'Ulster Áed Méith avait épousé Beanmidhe (Ben Mide), fille de O'Hegney qui lui donne trois fils dont Domnall Óg mac Aeda Meith Ua Néill. Il semble avoir fait l'objet d'une biographie panégyrique dont le texte a malheureusement disparu. Il est l'ancêtre du  Clann Aodha Buidhe, le Clandeboy des Ua Neill dont le nom provient de son petit fils
Aed Buide mac Domnaill Óig. Après le XIIIe siècle les descendants d'Aodh Méith et donc ceux d'Aodh Buidhe sont établis dans un territoire situé
à l'est de la Rivière Bann, avec les  Ua Néill du Tír Eoghain descendants de l'oncle Aodh;  Niall Ruadh, par le fils  Niall Ruadh nommé Brian Ua Neill.

## Sources
- (en) Les Annales de Connacht, AD 1224–1562, CELT: Corpus of Electronic Texts, 2008 (lire en ligne)
- (en) Les Annales d'Ulster, AD 431–1201, CELT: Corpus of Electronic Texts, 2003 (lire en ligne)
- (en) Annales des quatre maîtres, AD 1172–1372, CELT: Corpus of Electronic Texts, 2002 (lire en ligne)
- (en) Francis John Byrne, Irish Kings and High-Kings, Dublin, Four Courts Press, 2001 (ISBN 978-1-85182-196-9)
- (en) Alan Orr Anderson (dir.), Early Sources of Scottish History A.D. 500 to 1286 (2 vols), Édimbourg, Oliver and Boyd, 1922
- (en) Séan Duffy, « The Lords of Galloway, Earls of Carrick, and the Bissets of the Glens: Scottish Settlement in Thirteenth-Century Ulster », dans David Edwards, Regions and Rulers in Ireland, 1100–1650, Dublin, Four Courts Press, 2004 (ISBN 1-85182-742-0), p. 37–50
- (en) Seán Duffy, Mac Lochlainn (Ua Lochlainn), Muirchertach (d. 1166), high-king of Ireland
- (en) T.W. Moody F.X. Martin F.J. Byrne A new history of Ireland Tome IX "Maps, Genealogies, Lists a companion to irish history.Part II Oxford University Press réédition 2011  (ISBN 9780199593064) « O' Neills of Tyrone: O' Neill Kings of Tir Eogain and Earl of Tyrone » Genealogical Table n°14 p. 140.
- (en) Richard D. Oram, The Lordship of Galloway, Édimbourg, John Donald, 2000 (ISBN 0-85976-541-5)
- (en) Alasdair Ross (contribution de Séan Duffy), The World of the Galloglass : Kings, Warlords and Warriors in Ireland and Scotland, 1200–1600, Dublin, Four Courts Press, 2007, 24–44 p. (ISBN 978-1-85182-946-0), « Moray, Ulster and the MacWilliams »
- (en) Katherine Simms, « Late Medieval Tír Eoghain: The Kingdom of 'the Great Ó Néill' », dans Charles Dillon & Henry A. Jeffries, History & Society, Dublin, Geography Publications, 2000 (ISBN 0-906602-71-8), p. 55–84
- (en) Katherine Simms, Ó Néill, Aodh (Hugh O'Neill, Aodh Méith) (d. 1230), king of Tír Eoghain
- (en) Alex Woolf, « A Dead Man at Ballyshannon », dans Seán Duffy, The World of the Galloglass: War and Society in the North Sea Region, 1150–1600, Dublin, Four Courts Press, 2007 (ISBN 1-85182-946-6), p. 77–85